# Georg Varrentrapp

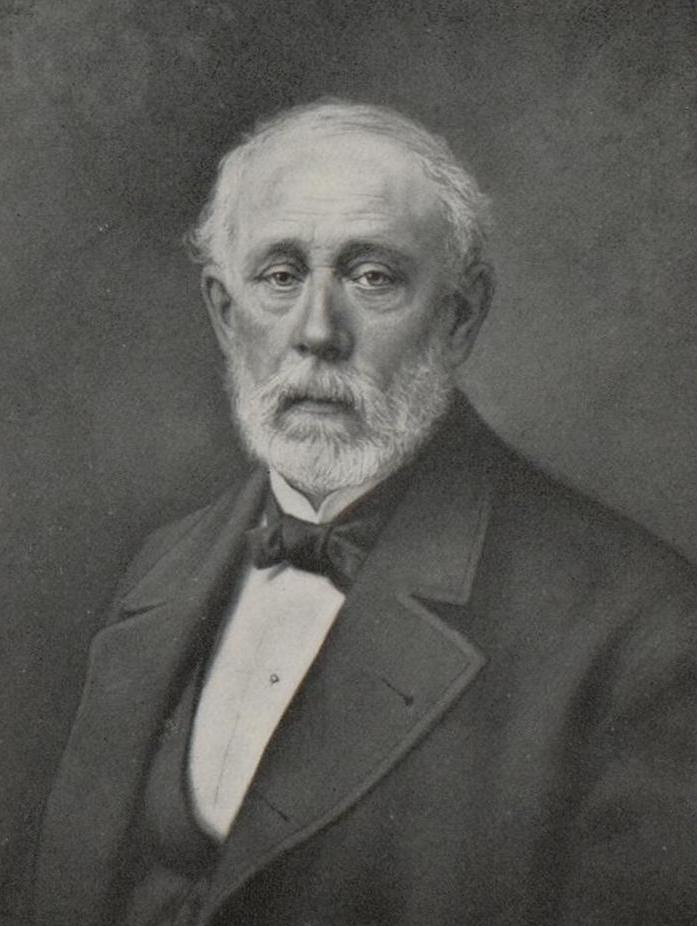
Georg Varrentrapp

Johann Georg Varrentrapp (* 20. März 1809 in Frankfurt am Main; † 16. März 1886 ebenda) war ein deutscher Mediziner und Kommunalpolitiker. Er wurde als „Luther der Hygiene in Deutschland“ bezeichnet. Sein 1868 erschienenes Hauptwerk „Ueber Entwässerung der Städte“ war maßgeblich für die Durchsetzung der Schwemmkanalisation zur geordneten Abwasserentsorgung der Städte. Als Kommunalpolitiker setzte er sich vor allem für die Verbesserung der Schulhygiene ein und sorgte 1883 für die Bestellung von Alexander Spiess zum ersten hauptamtlichen Stadtarzt.

## Leben
Varrentrap war der Sohn des Frankfurter Stadtphysikus Johann Conrad Varrentrapp (1779–1860) und dessen Ehefrau Maria Christina geborene Hofmann (1785–1859). Albrecht Varrentrapp war sein Bruder. Er besuchte die Weißfrauenschule und das Städtische Gymnasium in Frankfurt. Während seines Studiums wurde er 1827 Mitglied der Alten Heidelberger Burschenschaft. 1828 wurde er wegen der Beteiligung an Studentenprotesten relegiert und mit Studienverbot an allen deutschen Universitäten belegt. Er setzte sein Studium in Straßburg und Paris fort. Nach einer Intervention seines Vaters beim Bundestag konnte er sein Studium 1831 in Würzburg mit der Promotion beenden und wurde anschließend Assistenzarzt seines Vaters am Hospital zum heiligen Geist in Frankfurt. Auf mehreren Forschungsreisen 1832 und 1838 besuchte er die berühmtesten Hospitäler seiner Zeit und bereiste Belgien, Holland, England, Irland und Schottland. Die Resultate seiner Forschungen gab er 1839 als Tagebuch einer medizinischen Reise heraus.
1841 folgte er seinem Vater im Amt als Oberarzt des Hospitals zum heiligen Geist Er wurde auch der Direktor der Senckenbergischen Naturforschenden Gesellschaft, Vorsitzender des Ärztevereins und des Pestalozzivereins, der sich gefährdeter Kinder annahm. Er erwarb sich große Verdienste als einer der ersten Bahnbrecher für die allgemeine Gesundheitslehre (heute: Public Health) in Deutschland. Bezüglich stadthygienischer Fragen auch in der Kommunalpolitik Frankfurts aktiv (Stadtverordneter von 1867 bis 1884) und treibende Kraft bei der vergleichsweise frühen Einführung der zentralen Trinkwasserversorgung und der Kanalisation in Frankfurt. 1848 war er Mitglied des Vorparlaments.

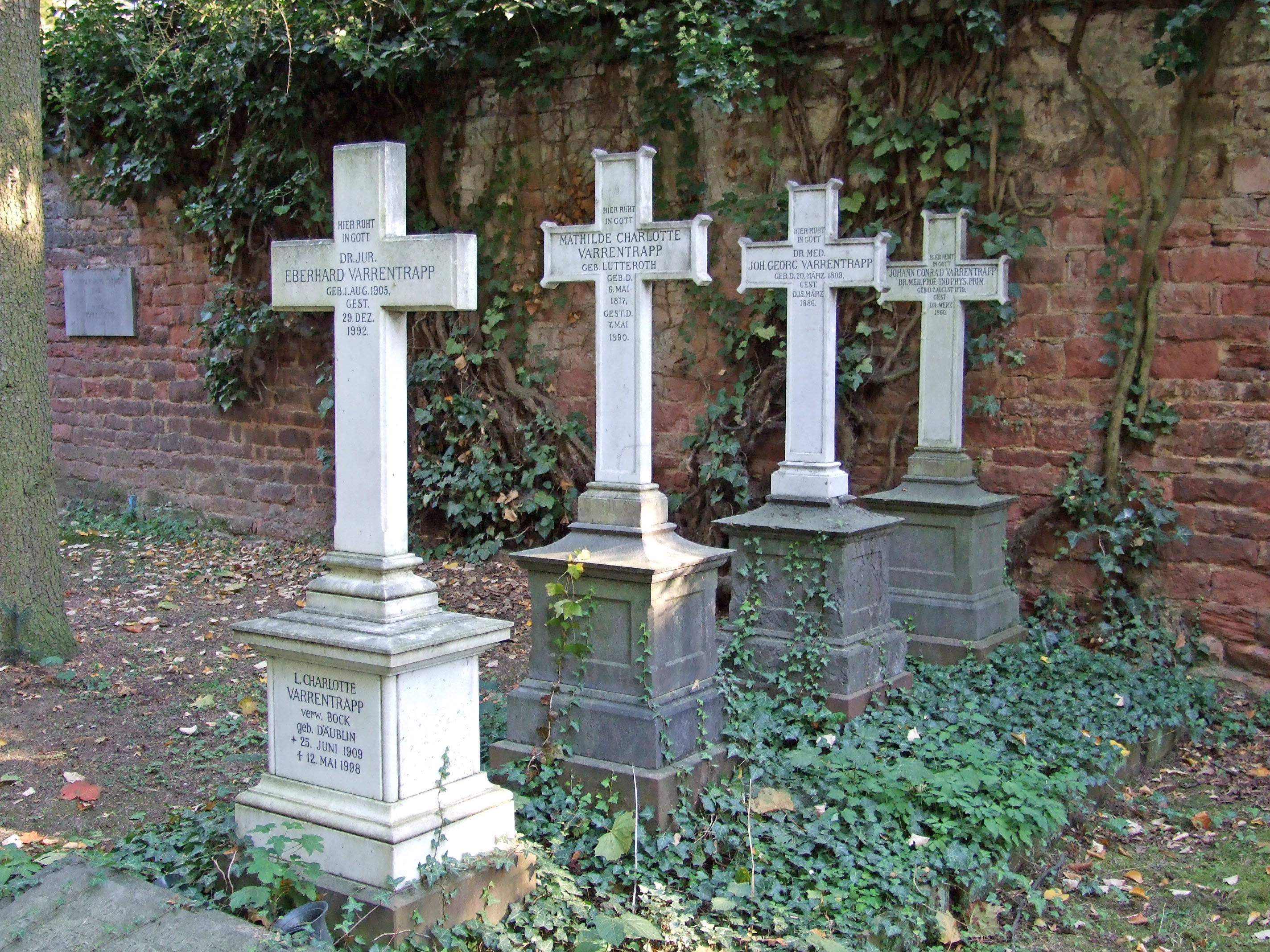
Familiengrab der Varrentrapps in Frankfurt am Main

Beeinflusst durch Edwin Chadwick hat er zu den Fragen der Arbeiterwohnungen, des Schutzes gegen ansteckende Krankheiten, der Impfung, der Wasserversorgung und der geordneten Abwasserbeseitigung der Städte, des öffentlichen Badewesens, der Schlachthäuser, aber auch des Gefängniswesens hygienische Verbesserungen angebahnt. Durch medizinalstatistische Arbeiten, besonders über die Kindersterblichkeit, hat er seine hygienischen Forderungen zu unterfüttern versucht. Im Gegensatz zu Rudolf Virchow sprach er sich gegen eine Schwemmkanalisation und für eine landwirtschaftliche Verwertung der städtischen Abwässer mit Rieselfeldern aus.
Nach seiner 100-tägigen medizinischen Studienreise im Jahr 1838 sprach sich Varrentrapp in seinem Tagebuch für eine bessere Ausbildung der Krankenwärterinnen aus, wie er diese in England gesehen hatte. Auch plädierte er dafür, dass dieses gut ausgebildete Pflegepersonal, zunächst in Frankfurt und später in ganz Deutschland, kleinere ärztliche Aufgaben übernehmen solle. Allerdings sei in England keine ausreichende Belüftung in den Krankensälen vorhanden. Auch die Patientenbetten seien unkomfortabel und mit schweren unhygienischen Vorhängen voneinander getrennt, was die Aufsicht der Pflegekräfte erschwere. Er empfahl deshalb „Luftreinigungsanstalten“ und eine modernere Ausstattung der Patientenzimmer. 1873 gehörte er mit Max von Pettenkofer zu den Gründern des Deutschen Vereins für öffentliche Gesundheitspflege im Frankfurter Saalbau.
Varrentrapp schrieb u. a.: Die Entwässerung der Städte (Berlin 1868) und redigierte seit 1842 (mit Friedrich Noellner und Nikolaus Heinrich Julius) die Jahrbücher der Gefängniskunde und Besserungsanstalten, als Mitherausgeber ab dem zweiten Band 1870 die Deutsche Vierteljahrsschrift für öffentliche Gesundheitspflege (seit dem siebten Band 1875 gemeinsam mit dem Frankfurter Stadtarzt Alexander Spiess). Nachdem er sein Amt niedergelegt hatte, wirkte er noch für die Einrichtung der Ferienkolonien, welche allgemeine Verbreitung gefunden hat.
Sein Sohn Adolf Varrentrapp (1844–1916) war von 1899 bis 1906 Bürgermeister der Stadt Frankfurt am Main.
Die Stadt Frankfurt wählte ihn 1947 als Namenspatron einer Straße im Stadtteil Bockenheim, der bis 1947 genannten Manteuffelstraße nach Edwin von Manteuffel (1809–1885), Generalfeldmarschall und Statthalter von Elsaß-Lothringen, einer Nebenstraße zur Hamburger Allee.

## Familie
Varrentrapp heiratete am 8. April 1840 Charlotte Alexandrine Mathilde Lutteroth (* 6. Mai 1817; † 7. Mai 1890). Das Paar hatte mehrere Kinder:
- Maria Anna (* 8. Januar 1841; † 17. September 1875) ⚭ 1863 Heinrich Paulus Hirzel (* 26. April 1831), Bürger und Pfarrer in Zürich
- Maria Christina Auguste (* 20. November 1842) ⚭ 1877 Heinrich Paulus Hirzel (* 26. April 1831), Bürger und Pfarrer in Zürich
- Conrad Gustav Adolf (* 18. Januar 1844; † 26. November 1916), Bürgermeister der Stadt Frankfurt ⚭ 1872 Thekla Johanna Kissel (* 26. Mai 1852)
- Martin Alexander (1845–1871)
- Charlotte Mathilde (* 26. Februar 1847) ⚭ 1868 Philipp Ernst Weydt-Varrentrapp (* 17. Juli 1841), Bürger und Direktor in Frankfurt